# یان واکر
واکر ((به انگلیسی: Ian Walker) زادهٔ ۳۱ اکتبر ۱۹۷۱) بازیکن فوتبال اهل انگلستان که سابقهٔ بازی در تیم ملی فوتبال انگلستان را در کارنامهٔ خود دارد. وی در تاریخ ۱۸ مه ۱۹۹۶ نخستین بازی ملی خود را در مقابل تیم ملی فوتبال مجارستان انجام داد و با حضور در ۴ بازی ملی، در تاریخ ۵ ژوئن ۲۰۰۴ واپسین بازی ملی‌اش را در برابر تیم ملی فوتبال ایسلند برگزار کرد.